# Кугалі (Челябінська область)
Кугалі (рос. Кугалы) — присілок у Чебаркульському районі Челябінської області Російської Федерації.
Входить до складу муніципального утворення Шахматовське сільське поселення. Населення становить 206 осіб (2010).

## Історія
Від 1935 року належить до Чебаркульського району Челябінської області.
Згідно із законом від 16 листопада 2004 року органом місцевого самоврядування є Шахматовське сільське поселення.

## Населення
| 2002 | 2010 |
| ---- | ---- |
| 123  | ↗206 |